# Известия Русского географического общества
«Известия Русского географического общества» — старейший научный географический журнал в России и странах СНГ. Выходит с 1865 года, выпуск журнала никогда не прерывался и не прекращался. В 1925—1940 годах издавался под названием «Известия Государственного географического общества», а в период 1940—1994 под названием «Известия Всесоюзного географического общества». С 1992 года носит современное название.

## История
Предшественник журнала основан в 1848 году под названием «Географические известия» в качестве приложения к издававшимся с 1846 года Русским географическим обществом «Запискам».
В 1851 году «Географические известия» переименованы в «Вестник географического общества», который выходил (6 выпусков в год) до 1860 года.
В 1861 году «Вестник» объединился с «Записками» в одно издание «Записки Императорского Русского географического общества».
Журнал издавался под разными названиями:
- 1865 — Известия Императорского Русского географического общества
- 1918 — Известия Русского географического общества
- 1926 — Известия Государственного Географического общества
- 1940 — Известия Всесоюзного географического общества
- 1992 — Известия Русского географического общества.

В 1978—1979, 1981, 1983, 1986, 1988, 1992—1993 и 1995—1997 годах журнал входил в Scopus. В настоящее время охват в Scopus прекращен.

## Современный журнал
Журнал публикует научные статьи по всем направлениям географических исследований. Публикация статей в журнале является преимущественным правом членов Русского географического общества.
На официальном сайте нынешнего Русского географического общества существует раздел, посвящённый журналу. Подача материалов осуществляется через сайт журнала — izv.rgo.ru.
Издатель журнала Российская академия наук.

## Состав редколлегии[3](по сост. на 2022 г.)

### Главные редакторы
- Касимов Николай Сергеевич — первый Вице-президент РГО, Президент географического факультета МГУ имени М.В. Ломоносова, академик РАН
- Разумовский Владимир Михайлович — заведующий кафедрой региональной экономики и природопользования гуманитарного факультета Санкт-Петербургского государственного экономического университета

### Заместители главного редактора
- Колосов Владимир Александрович — Вице-президент РГО, заместитель директора Института географии РАН
- Панин Андрей Валерьевич — заместитель директора Института географии РАН
- Чалов Сергей Романович — доцент, заместитель декана по международным связям географического факультета МГУ имени М.В. Ломоносова
- Чистяков Кирилл Валентинович — Вице-президент РГО, Председатель Санкт-Петербургского городского отделения РГО, директор Института наук о Земле Санкт-Петербургского государственного университета

### Редакционная коллегия
- Владимиров Игорь Николаевич — директор Института географии имени В.Б. Сочавы Сибирского отделения РАН
- Ганзей  Кирилл Сергеевич — директор Тихоокеанского института географии Дальневосточного отделения РАН
- Гармаев Ендон Жамьянович — директор Байкальского института природопользования Сибирского отделения РАН, член-корреспондент РАН
- Гонгальский Константин Брониславович — заместитель директора Института проблем экологии и эволюции имени А.Н. Северцова
- Гуров Илья Анатольевич — первый заместитель Исполнительного директора РГО
- Гущина Дарья Юрьевна — профессор кафедры метеорологии и климатологии географического факультета МГУ имени М.В. Ломоносова
- Дирин Денис Александрович — заведующий кафедрой физической географии и экологии Тюменского государственного университета
- Добролюбов Сергей Анатольевич — декан географического факультета МГУ имени М.В. Ломоносова, член-корреспондент РАН
- Ермолаев Олег Петрович — профессор каф. ландш. экологии Института экологии и природопользования Казанского (Приволжского) федерального университета
- Жихаревич Борис Савельевич — директор Ресурсного центра по стратегическому планированию при ЗАО «Леонтьевский центр»
- Зотова Мария Владимировна — старший научный сотрудник Лаборатории геополитических исследований Института географии РАН
- Исаченко Григорий Анатольевич — доцент кафедры физической географии и ландшафтного планирования Санкт-Петербургского государственного университета
- Котляков Владимир Михайлович — почетный Президент РГО, Научный руководитель Института географии РАН, академик РАН
- Кузнецова  Татьяна Юрьевна — доцент кафедры географии, природопользования и пространственного развития Балтийского федерального университета имени И. Канта
- Куролап Семен Александрович — декан факультета географии, геоэкологии и туризма Воронежского государственного университета
- Минкина Татьяна Михайловна — заведующая кафедрой почвоведения и оценки земельных ресурсов Южного федерального университета
- Пузанов Александр Васильевич — директор Института водных и экологических проблем Сибирского отделения РАН
- Румянцев Владислав Александрович — научный руководитель Института озероведения РАН, академик РАН
- Савин  Игорь Юрьевич — главный научный сотрудник Почвенного института имени В.В. Докучаева, академик РАН
- Федоров Григорий Борисович — доцент кафедры геоморфологии Санкт-Петербургского государственного университета
- Филатов Николай Николаевич — главный научный сотрудник Института водных проблем Севера Карельского научного центра РАН, Председатель отделения РГО в Республика Карелия, член-корреспондент РАН
- Чибилев Александр Александрович — Вице-президент РГО, научный руководитель Института степи Уральского отделения РАН, Председатель Оренбургского регионального отделения РГО, академик РАН
- Шартова  Наталья Витальевна — старший научный сотрудник кафедры геохимии ландшафтов и географии почв географического факультета МГУ имени М.В.Ломоносова
- Шелест Ксения Дмитриевна — доцент кафедры экономической и социальной географии Санкт-Петербургского государственного университета